# مطار عبادان الدولي
مطار عبادان الدولي (بالفارسية: فرودگاه بین‌المللی آبادان) هو مطار إيراني في مدينة عبادان في محافظة محافظة خوزستان ، وهو ثاني مطار دولي في المحافظة بعد مطار أهواز الدولي.

## وصلات خارجية
- flightstats.com